# August Ziehl
August Ziehl (* 1. März 1881 in Geesthacht; † 17. Mai 1965 ebenda) war ein deutscher Politiker.

## Leben
Der Sohn eines Geesthachter Korbmachers und SPD-Funktionärs ergriff nach Besuch der Volksschule den Beruf seines Vaters und schloss sich als fünfzehnjähriger der örtlichen SPD an, wo er bald eine führende Rolle innehatte. Nach einer ersten Kriegsteilnahme trat er 1917 mit der großen Mehrheit des SPD-Ortsvereins der neu gegründeten USPD bei. Nachdem er im September 1918 erneut eingezogen wurde, desertierte Ziehl und wurde zu Festungshaft verurteilt, aus welcher ihn die Novemberrevolution befreite. Ziehl vertrat die örtliche USPD auf dem Parteitag 1919 in Berlin und schloss sich mit der fast kompletten Ortsgruppe 1921 der VKPD an. Wegen Teilnahme an der Märzaktion 1921 zu zwei Jahren Zuchthaus verurteilt, wurde Ziehl nach 14 Monaten amnestiert.
1924 wurde er auf der Liste der KPD in die Hamburger Bürgerschaft (Geesthacht gehörte bis 1937 zu Hamburg) gewählt, welcher er bis 1931 angehörte. Von 1924 bis 1933 fungierte er ferner in Geesthacht als Stadtverordneter, 1931 kurzzeitig als stellvertretender Bürgermeister der damals spöttisch Klein-Moskau titulierten Kleinstadt. Als Gegner der Stalinisierungs-Politik der Parteiführung um Ernst Thälmann verließ Ziehl mit 200 von 320 Mitgliedern die KPD und schloss sich der KPD-O um Heinrich Brandler und August Thalheimer an. Hier zur Minderheit um Paul Frölich und Jacob Walcher gehörend trat Ziehl – wiederum mit fast der kompletten Ortsgruppe – 1932 zur Sozialistischen Arbeiterpartei Deutschlands (SAPD) über.
1933 nach der „Machtergreifung“ der Nationalsozialisten wurde Ziehl bis 1934 fast ein Jahr im KZ Fuhlsbüttel gefangen gehalten, ab 1944 noch einmal für 13 Monate im KZ Neuengamme. Bald nach Kriegsende wurde Ziehl wieder in die KPD aufgenommen, aus der er jedoch 1949 mit der Mehrheit der Ortsgruppe wegen Kritik am Stalinismus wieder ausgeschlossen wurde. 1951 war Ziehl Mitbegründer der kurzlebigen „titoistischen“ Unabhängigen Arbeiterpartei Deutschlands (UAPD), die bei Kommunalwahlen in Geesthacht im gleichen Jahr immerhin noch über 3 % der Stimmen erhielt. Nach der baldigen Auflösung der UAPD führte Ziehl die Geesthachter Ortsgruppe noch einige Jahre unter dem Namen Sozialistische Arbeiterpartei fort. 1961, vier Jahre vor seinem Tod, schloss Ziehl sich der Deutschen Friedensunion (DFU) an.

## Schriften
- Geesthacht – 60 Jahre Arbeiterbewegung 1890-1950. Geesthacht 1958.